# Чемпионство мира в тяжёлом весе (WWE, 2023)
Чемпионство мира в тяжёлом весе (англ. World Heavyweight Championship) — это титул чемпиона мира в тяжёлом весе, созданный и продвигаемый американским рестлинг-промоушном WWE, который в настоящее время защищается на бренде Raw.
Это один из трех мировых титулов в основном ростере WWE, наряду с чемпионством WWE и чемпионством Вселенной WWE, которые защищаются вместе как неоспоримое чемпионство Вселенной WWE на SmackDown. Он был представлен 24 апреля 2023 года в эпизоде Raw, а первый чемпион был определён на Night of Champions 27 мая 2023 года. Первым в истории чемпионом является Сет «Фрикин» Роллинс, который победил Эй Джей Стайлза в финале турнира на Night of Champions и стал чемпионом.
Создание титула стало результатом чемпионства Романа Рейнса и создания титула неоспоримого чемпиона Вселенной WWE. После того как Рейнс стал неоспоримым чемпионом в апреле 2022 года, он защищал титул на обоих брендах, но эти защиты были нечастыми из-за условий его контракта. С объявлением драфта WWE 2023 года был воссоздан титул чемпиона мира в тяжёлом весе — отдельный от оригинального чемпионства мира в тяжелом весе WWE, который был активен с 2002 по 2013 год.

## Дизайн пояса
Пояс чемпиона мира в тяжёлом весе имеет схожий дизайн с историческим «Большим золотым поясом», который использовался для предыдущего титул чемпиона мира в тяжелом весе WWE (2002—2013), но с некоторыми заметными отличиями. Дизайн пояса также отдает дань уважения предыдущему дизайну оригинального чемпионата мира WWE (с 1963 года по н.в.). Как и исторический «Большой золотой пояс», пояс имеет три большие золотые пластины на чёрном кожаном ремне. Все три пластины украшены традиционной филигранью, каждая пластина окантована канатом, что символизирует три каната ринга. Как и у большинства других чемпионских поясов WWE, боковые пластины имеют съемную круглую центральную часть, которая может быть заменена логотипом действующего чемпиона вместо таблички с именем, которая была на оригинальном «Большом золотом поясе»; на боковых пластинах по умолчанию изображен серебряный логотип WWE над земным шаром.
В центре центральной пластины расположен большой глобус с логотипом WWE поверх него. Логотип WWE серебристого цвета, а пустые места глобуса заполнены чёрным цветом. Сам глобус символизирует, что титул защищается по всему миру. Над глобусом расположен баннер с надписью «WORLD», написанной серебром, а под глобусом — баннер с надписью «CHAMPION», также написанный серебром. Также на центральной пластине изображены три льва, которые представляют собой герб семьи Макмэн (так как WWE была основана и принадлежала семье Макмэн до апреля 2023 года); по одному льву на каждой противоположной стороне глобуса, обращенной наружу, а третий — просто львиная голова в самом низу центральной пластины (герб семьи Макмэн ранее был на боковых пластинах чемпионских поясов WWE с 1998 по 2005 год). В верхней части центральной пластины, прямо над баннером «WORLD», находится корона, напоминающая о поясе чемпиона WWE Бруно Саммартино во время его длительного чемпионства (также корона была на «Большом золотом поясе»). Прямо над короной изображен орёл, что является данью уважения к различным поясам чемпиона WWE, на которых до 2013 года изображался орёл, в частности, к поясу чемпиона «Крылатый орёл» (1988—1998). Всего на трех пластинах 60 бриллиантов, что символизирует 60-летие компании, которая была основана в апреле 1963 года.

## История титула

### Действующий чемпион мира в тяжёлом весе
На 3 августа 2025 года действующий чемпион — Джей Усо который удерживает титул чемпиона мира в первый раз.

### Список чемпионов
По состоянию на 3 августа 2025 года титулом владело три чемпиона.
| № | Рестлер              | Фото | Дата             | Статистика | Статистика | Город                            | Шоу                       | Примечания                                                       | Ссылки |
| № | Рестлер              | Фото | Дата             | К.Ч.       | Дней       | Город                            | Шоу                       | Примечания                                                       | Ссылки |
| - | -------------------- | ---- | ---------------- | ---------- | ---------- | -------------------------------- | ------------------------- | ---------------------------------------------------------------- | ------ |
| 1 | Сет «Фрикин» Роллинс |      | 27 мая 2023 года | 1          | 316        | Джидда, Мекка, Саудовская Аравия | Night of Champions (2023) | Победил Эй Джей Стайлза в финале турнира, став первым чемпионом. | [ 4 ]  |

### По количеству дней владения титулом
| Символ | Значение            |
| ------ | ------------------- |
| X+     | Действующий чемпион |

На 3 августа 2025 года
| № | Рестлер              | Чемпионских титулов | Дней чемпионства |
| - | -------------------- | ------------------- | ---------------- |
| 1 | Сет «Фрикин» Роллинс | 1                   | 316              |
| 2 | Дрю Макинтайр        | 1                   | 1<               |
| 3 | Дамиан Прист         | 1                   | 118              |
| 4 | Гюнтер               | 1                   | 258              |
| 5 | Джей Усо             | 1                   | 51               |
| 6 | Гюнтер               | 2                   | 53               |
| 7 | Си Эм Панк           | 1                   | 1<               |
| 8 | Сет Роллинс          | 2                   | 1+               |